# Cantó de Mtsamboro
El cantó de Mtsamboro és un cantó francès del departament d'ultramar de Mayotte. Abasta el municipi de Mtsamboro.

## Història
| Data d'elecció                           | Identitat  | Partit        | Qualitat |
| ---------------------------------------- | ---------- | ------------- | -------- |
| 2001-2008                                | Ismaël Ali | Divers gauche |          |
| 2008-                                    | Ali Bacar  | UMP           |          |
| les dades anteriors no són pas conegudes |            |               |          |
|                                          |            |               |          |